# Alexain
Alexain – miejscowość i gmina we Francji, w regionie Kraj Loary, w departamencie Mayenne.
Według danych na rok 1990 gminę zamieszkiwało 418 osób, a gęstość zaludnienia wynosiła 26 osób/km² (wśród 1504 gmin Kraju Loary Alexain plasuje się na 894. miejscu pod względem liczby ludności, natomiast pod względem powierzchni na miejscu 733.).